# Hey Young Girl
Hey Young Girl è un brano musicale del cantante Lloyd, pubblicato come secondo singolo estratto dall'album Southside il 14 agosto 2004.

## Tracce
Vinile 12"
Lato A
1. Hey Young Girl (Main Version)
2. Hey Young Girl (Instrumental)
3. Hey Young Girl (Acapella)

Lato B
1. Southside (Remix) (Main Version)
2. Southside (Remix) (Clean Version)
3. Southside (Remix) (Instrumental)

## Classifiche
| Classifica (2004)                    | Posizione più alta |
| ------------------------------------ | ------------------ |
| U.S. Billboard Hot R&B/Hip-Hop Songs | 61                 |